# Lyonpo Kinzang Dorji
Lyonpo Kinzang Dorji, född 1951 i Chhali i Mongar, var regeringschef i Bhutan mellan den 3 augusti 2007 och den 9 april 2008. Han var även regeringschef 14 augusti 2002 till 30 augusti 2003 och har även varit talman i nationalförsamlingen 1997-1998, jordbruksminister 1998-2003, och från 2003 minister för arbete och bebyggelse.